# Viks friherreskap
Viks friherreskap (finska: Viikin vapaaherrakunta) var ett friherrskap som omfattade hela Vik, det vill säga en fjärdedel av Sjundeå samt Jockis fjärding. 
Vid Johan III kröningsfest år 1569 upphöjde den nye kungen Klas Fleming till friherre och förlänade honom Viks friherrskap. Senare kompletterades friherrskapet med tilläggsjord i Sjundeå och Pickala gård. Klas Fleming redan ägde Svidja slott i Sjundeå och därför var friherrskapet givet till Sjundeå området. 
Den sista friherren till Vik var Klas Flemings son Johan Fleming som dömdes till döden på Åbo torg. Efter Johan Flemings död återtogs förläningen till det svenska riket.